# Cupido (álbum)
Cupido é o quarto álbum de estúdio da cantora argentina TINI, lançado em 16 de fevereiro de 2023 pela Hollywood Records e Sony Music Latin. Após o lançamento de seu último álbum, Tini Tini Tini (2020), a cantora saiu de sua antiga produtora, a Universal Music Latin, em 2021, três anos após assinar com eles. Ela então assinou com a Sony logo depois. Esse é o primeiro álbum de Tini pela sua nova produtora, e tornou-se o álbum com melhor estreia (e o mais reproduzido) de uma artista feminina argentina na história do Spotify, ultrapassando seu álbum anterior (Tini, Tini, Tini) que passou a ocupar a segunda posição. Cupido também foi vencedor da categoria Álbum do Ano - Pop/Urbano na premiação Premio Lo Nuestro 2024.
Do álbum, dez músicas foram lançadas como single, antes do lançamento do álbum em si. São elas: "Miénteme" com Maria Becerra; "Maldita Foto" com Manuel Turizo; "Bar" com L-Gante; "Fantasi" com Beéle; "La Triple T"; "Carne y Hueso"; "La Loto" com Anitta e Becky G; "El Último Beso" com Tiago PZK; e "Muñecas" com La Joaqui e Steve Aoki. Todos alcançaram o Top 20 da Billboard Argentina Hot 100, com "Miénteme", "Bar" e "La Triple T" tendo estreado no topo da parada argentina. A canção "Cupido", que dá nome ao álbum, foi o décimo e último single a ser lançado, dois dias antes de sua estreia. No dia 10 de março a música entrou no Top 50 Global do Spotify, fazendo de Tini a primeira e única cantora argentina a alcançar esse feito com uma música solo.

## Processo
Em dezembro de 2020 Tini lançou seu terceiro álbum de estúdio, Tini Tini Tini, fazendo a divulgação com uma série de apresentações ao vivo ao longo do mês. No ano seguinte, Tini encerrou seu contrato com a Universal Music Latin, e assinou com a gravadora Sony Music Latin. Assim, passou a lançar novos singles, sob a Sony, aumentando a ansiedade dos fãs pelo seu quarto álbum. Ainda no começo de 2021 Tini chegou a falar que seu próximo álbum, provavelmente, sairia naquele ano. Mas, por diversos motivos, o lançamento acabou atrasando, enquanto mais singles e feats foram sendo lançados durante os anos seguintes (10 no total). Em setembro de 2022 a cantora finalmente confirmou que seu novo álbum seria lançado em breve, e que as canções da obra contariam histórias que moldaram sua vida e carreira. 
"De repente, 10 músicas desse álbum não são inéditas por que ele foi atrasando. Eu ia lançar ele no começo do ano, mas por diversas razões não deu certo, então acabou saindo agora. É também um encerramento de uma etapa, que começou com Mientéme, pra poder dar início a uma nova era" - Tini, em entrevista sobre o álbum 
Assim, depois de dois anos do lançamento de Tini, Tini, Tini, em janeiro de 2023 o título e a data de lançamento de seu quarto álbum de estúdio foram oficialmente anunciados no programa espanhol El Hormiguero. Tini também compartilhou a capa, data de lançamento do décimo e último single "Cupido" e a lista de faixas do novo álbum no seu Instagram.

## Produção e Inspirações
Andrés Torres, produtor do álbum, contou em entrevista que Cupido foi feito durante conversas sobre a vida, no sofá do estúdio, enquanto eles iam captando toda essa autenticidade nas músicas. Por isso que, em várias delas, como "Cupido", "Miénteme" e "Carne Y Hueso", há, no início, trechos de falas. Elas são, justamente, desses momentos de conversa em que as ideias começavam a surgir. Torres afirmou, ainda, que sente que esse é o álbum mais Tini que eles já fizeram até agora.

A cantora também falou um pouco sobre a inspiração para o nome do álbum e da canção, e a ironia de, mesmo se chamando "Cupido" e sendo lançado no dia dos namorados, a obra não ter inspiração no amor propriamente, mas na desilusão amorosa:
"Cupido [a música] fala sobre o que aconteceu cúpido? por que a relação que, antes, dava certo, acabou. Ela fala sobre essa flecha contrária, e eu acho que muitas pessoas vão se sentir identificadas com a letra. Pode parecer um pouco estranho, mas existe uma inspiração aqui com a desilusão através do desamor, que acontece na vida em algum momento. É por que eu acredito que as coisas não tão lindas também geram crescimento, e te fazem se reencontrar em vários aspectos (...). É claro que é lindo escrever sobre o amor também, mas quando dá errado não existe só o sofrimento, mas também um crescimento pessoal." - Tini, em entrevista sobre o álbum
Nesse sentido, Tini diz que a ideia do álbum é contar uma história que começa pela música "Cupido", descrevendo essa sensação pós término de o que aconteceu?, passando por diversos tipos de sentimentos ao longo das outras músicas, e terminando com "La Triple T" e a busca do amor próprio e a paz consigo mesmo.

## Desempenho comercial
Devido a maior parte das músicas terem sido lançadas como singles, Tini recebeu uma certificação da Sony de que as músicas de Cupido já somavam mais de 4 bilhões de streams nas plataformas digitais de todo o mundo, antes mesmo de seu lançamento. Cinco dias depois de ser lançado, o álbum entrou no ranking dos dez mais ouvidos a nível mundial no Spotify Global, na posição de número dois. Também estreou na posição de número um no Spotify Argentina, permanecendo durante onze semanas consecutivas, sendo o álbum mais ouvido do país na plataforma. Cupido também estreou na posição vinte e oito do PROMUSICAE, e, três dias depois, subiu para os dez primeiros, na quinta posição.

### Estados Unidos
Nos Estados Unidos, Cupido estreou na oitava posição na lista de Latin Pop Álbuns, ganhando o equivalente a 2000 unidades vendidas, na sua primeira semana de lançamento. O álbum se tornou o primeiro de Tini a entrar na lista de álbuns da Billboard, e seu primeiro Top 10. Além disso, acumulou 3 milhões de streams nas suas músicas somente na primeira semana. Cupido estreou simultaneamente na posição quarenta e cindo dos Top Latin Pop Álbuns. Com isso, Tini se tornou a primeira argentina a estrear no Top 10 do Latin Pop Álbuns Chart desde "Siguen Los Éxitos de La Orquestra" de Miguel Caló em 2016. Além de ser a primeira mulher argentina a conseguir uma estréia no Top 10 desde Soledad Pastorutti, que entrou junto ao grupo Raíz, em 2014. O álbum também teve estréia na posição de número sete na lista de Top USA Álbuns do Spotify.

## Lista de músicas
| N.º | Título                                 | Duração |  |
| 1.  | "Cupido"                               | 2:54    |  |
| 2.  | "Te Pido"                              | 2:54    |  |
| 3.  | "Muñecas (com La Joaqui e Steve Aoki)" | 2:36    |  |
| 4.  | "El Último Beso (com Tiago PZK)"       | 3:17    |  |
| 5.  | "Carne y Hueso"                        | 2:58    |  |
| 6.  | "La Loto (com Becky G e Anitta)"       | 3:10    |  |
| 7.  | "Las Jordans"                          | 2:24    |  |
| 8.  | "Beso en las Rocas"                    | 2:24    |  |
| 9.  | "7 Veces"                              | 2:54    |  |
| 10. | "Fantasi (com Beéle)"                  | 2:38    |  |
| 11. | "Miénteme (com María Becerra)"         | 2:45    |  |
| 12. | "Maldita Foto (com Manuel Turizo)"     | 3:10    |  |
| 13. | "Bar (com L-Gante)"                    | 2:40    |  |
| 14. | "La Triple T"                          | 2:47    |  |

## Charts
| Paradas Musicais (2023)             | Posição |
| ----------------------------------- | ------- |
| Espanha - Álbuns (PROMUSICAE)       | 5       |
| EUA - Álbuns pop latinos (Billbord) | 8       |
| EUA - Top Álbuns latinos (Billbord) | 45      |

## Certificações
| Região    | Certificado | Ref.   |
| --------- | ----------- | ------ |
| Argentina | 5× Platina  | [ 18 ] |
| Colômbia  | 3× Platina  | [ 18 ] |
| Chile     | Ouro        | [ 18 ] |
| Espanha   | Ouro        | [ 18 ] |
| EUA       | Platina     | [ 18 ] |
| México    | Ouro        | [ 18 ] |